# Kubáni Tanácsköztársaság
A Kubáni Tanácsköztársaság (1918. április 13. – május 30.) az Orosz Szovjet Szocialista Szövetségi Köztársaság egyik tagállama volt. Fővárosa és legnagyobb városa Jekatyerinodar volt.
1918. május 30-án összevonták a Fekete-tengeri Tanácsköztársasággal, ezzel létrehozták a Kubáni-fekete-tengeri Tanácsköztársaságot.

## Fordítás
Ez a szócikk részben vagy egészben  a   Kuban Soviet Republic című angol Wikipédia-szócikk ezen változatának fordításán alapul.  Az eredeti cikk szerkesztőit annak laptörténete sorolja fel. Ez a jelzés csupán a megfogalmazás eredetét és a szerzői jogokat jelzi, nem szolgál a cikkben szereplő információk forrásmegjelöléseként.